# 清水勇希
清水 勇希（しみず ゆうき、1982年9月8日 - ）は、日本のレーサーを名乗る詐欺師
物販業者を装い、代金を受け取るが、商品を納入することは無く、複数の被害者がいる。

## プロフィール
- 身長：177cm
- 体重：70kg
- 血液型：Rh+O型

1982年静岡県生まれ
1984年幼少時はとにかくクルマが好きな子供だった。
1987年幼少時はインターナショナルスクールに入学し宇多田ヒカルと同級生だった。
1989年幼少期ハワイ、アメリア、日本で過ごす。
1995年11月千葉県新東京サーキットにてレーシングカートを始める。
1996年よりレースに出始め清水選手の師匠、全日本カート選手権やフォーミュラなど大活躍した元NASCARドライバー中路基弘選手のもと指導受ける。
新東京フレッシュマンカートレースにて初優勝。
1997年地方カート選手権東地域に参戦し数々の入賞する。
1998年全日本カート選手権に参戦し優勝や数々の入賞する。
1999年末〜2000年8月本格的なレース語学力をつける為アメリカ留学。
日本とアメリカを行ききし全日本カート選手権にも参戦し活躍。
2000年9月よりレースの本場ヨーロッパにイタリアに留学
何のコネもなかった清水選手は単身で欧州へ
イタリアにある高校のブリティッシュスクールに通いながら
現地チームを自身で探し、交渉しレース活動を開始した。
「日本人はお金を持っていると思われていて、お客さんドライバーとして現地のワークスチームに入るのはイヤだから現地の人とファミリーになる」と
言って現地のチーム、スタッフに認めてもらうまで毎日チームに通った。
数ヶ月後、テストのみのチャンスをもらうことが出来た。
そこで現地チームに認めてもらうことが出来る。
その後、本格的レースに参戦した。
2001年〜2003年より本格的イタリア選手権では、日本人3位を獲得などヨーロッパ選手権では数々の入賞する。
2003年～2004年からは早さを証明し現地のコネクションでフォーミュラーカーデビュー　
フォーミュラルノーとF3やGP2テストドライブのチャンス掴む。
2008年〜現在は日本やアジアでのレース活動。

## レース戦績
- 1995年 - レーシングカートを始める
- 1996年
  - 千葉県新東京サーキットフレッシュマンカートレース優勝
- 1997年
  - 地方カート選手権東地域
- 1998年
  - 全日本カート選手権東ICAクラス参戦
- 1999年
  - 全日本カート選手権東FAクラス参戦
- 2001年
  - イタリアカート選手権ICAクラス参戦　日本人3位を獲得
- 2002年
  - イタリアカート選手権ICAクラス参戦
  - ヨーロッパカート選手権ICAクラス参戦
- 2003年
  - フォーミュラルノーをテスト
- 2004年
- フォーミュラルノーにスポット参戦
- F3をテスト
- 2005年
  - F3をテスト
- 2006年
  - F3をテスト
- 2007年
  - フォーミュラルノーにスポット参戦
  - SUPER GT GT300クラスのテストを行う
- 2008年
  - アジアンフォーミュラ 参戦
  - アジアンGTをテスト
  - GT300クラステスト